# Расмус Лердорф
Расмус Лердорф (англ. Rasmus Lerdorf; 22 листопада 1968, Кекертарсуак, Гренландії, автономна острівна території Данії) — данський програміст (нині живе в Канаді), який написав в 1994 році набір скриптів на C, що обробляють шаблони HTML-документів, пізніше втілився в мову програмування PHP, з допомогою якого можна було вирішувати різні завдання вебдодатків, включаючи нешаблонне створення сайтів для різних цілей і напрямів.

## Біографія
З 1988-го по 1993-ий рік він навчався в Університеті Ватерлоо в Канаді, який закінчив зі ступенем бакалавра програміста систем інженерного дизайну. Ще навчаючись в університеті, Лердорф працював в різних корпораціях, розробляючи графічні інтерфейси спеціалізованих програм. 
Після закінчення навчання приєднався до компанії Nutec Informática до групи програмістів UNIX / DOS і брав участь в розробці інтерфейсу Nutec Desktop. У 1994-му році Лердорф створив графічний інтерфейс для Toronto Internet Service Provider. Пізніше, в тому ж році, Расмус Лердорф створив власну компанію Lerdorf Consultants Inc.

## PHP
Очевидно, до того моменту в нього вже були ідеї щодо спрощення технології створення інтерфейсів для різних вебзадач без використання трудомістких візуальних редакторів. В результаті, приблизно в середині 90-х років, у всесвітній мережі з'явився скрипт, написаний Лердорфом і названий «PHP-Tools for Personal Home Page», який збирав статистику про відвідування вебсторінки. Саме його можна вважати початком зародження PHP. Скрипт мав відкритий код і Расмус Лердорф збирав відгуки користувачів, обробляв коментарі і помилки, розширюючи й поліпшуючи власну розробку, яка в кінцевому підсумку і перетворилася у те, що зараз прийнято називати мовою програмування PHP, мовою невізуальних і нешаблонного створення сайтів і вебдодатків.
Продовжуючи вести розробку PHP і справи власної фірми, Лердорф з 1996-го по 1999-ий рік співпрацював з компанією Bell Global Solutions, що займається впровадженням інтернет-бізнес рішень, а в 1999-му році перейшов працювати в IBM Corporation. Через рік він перейшов в компанію Linuxcare Inc. До того моменту Расмус Лердорф був членом групи розробки Apache HTTP Server і членом ради директорів Apache Software Foundation.
З 2002 по 2009 роки Лердорф працював в Yahoo! Inc. Будучи прихильником Open Source (відкритого коду), Лердорф тримає зв'язок з багатьма програмістами PHP, з кожним днем покращуючи і модифікуючи власне дітище. Він також є автором більше п'ятнадцяти книг з мови PHP.

## Особисте життя
У жовтні 1999-го року Расмус Лердорф одружився з Крістін. У березні 2002 року в них народився син — Карл Олександр Лердорф.